# Distrito de Bucheggberg
El distrito de Bucheggberg es una subdivisión estadística del cantón de Soleura (Suiza). Tiene una población estimada, a fines de 2022, de 8092 habitantes. Es parte de la unidad administrativa (en alemán, amtei) de Bucheggberg-Wasseramt.
Desde 2005, en el cantón de Soleura solo las oficinas distritales son relevantes desde el punto de vista del derecho administrativo. Los distritos solo tienen una función estadística.
El sector es rural y de mayoría protestante. Tiene una superficie de 62.68 km².
La capital es Buchegg.

## Comunas
A fines de 2023, el distrito agrupa las siguientes comunas:
1. Biezwil
2. Buchegg
3. Lüsslingen-Nennigkofen
4. Lüterkofen-Ichertswil
5. Lüterswil-Gächliwil
6. Messen
7. Schnottwil
8. Unterramsern

## Cambios desde 2000

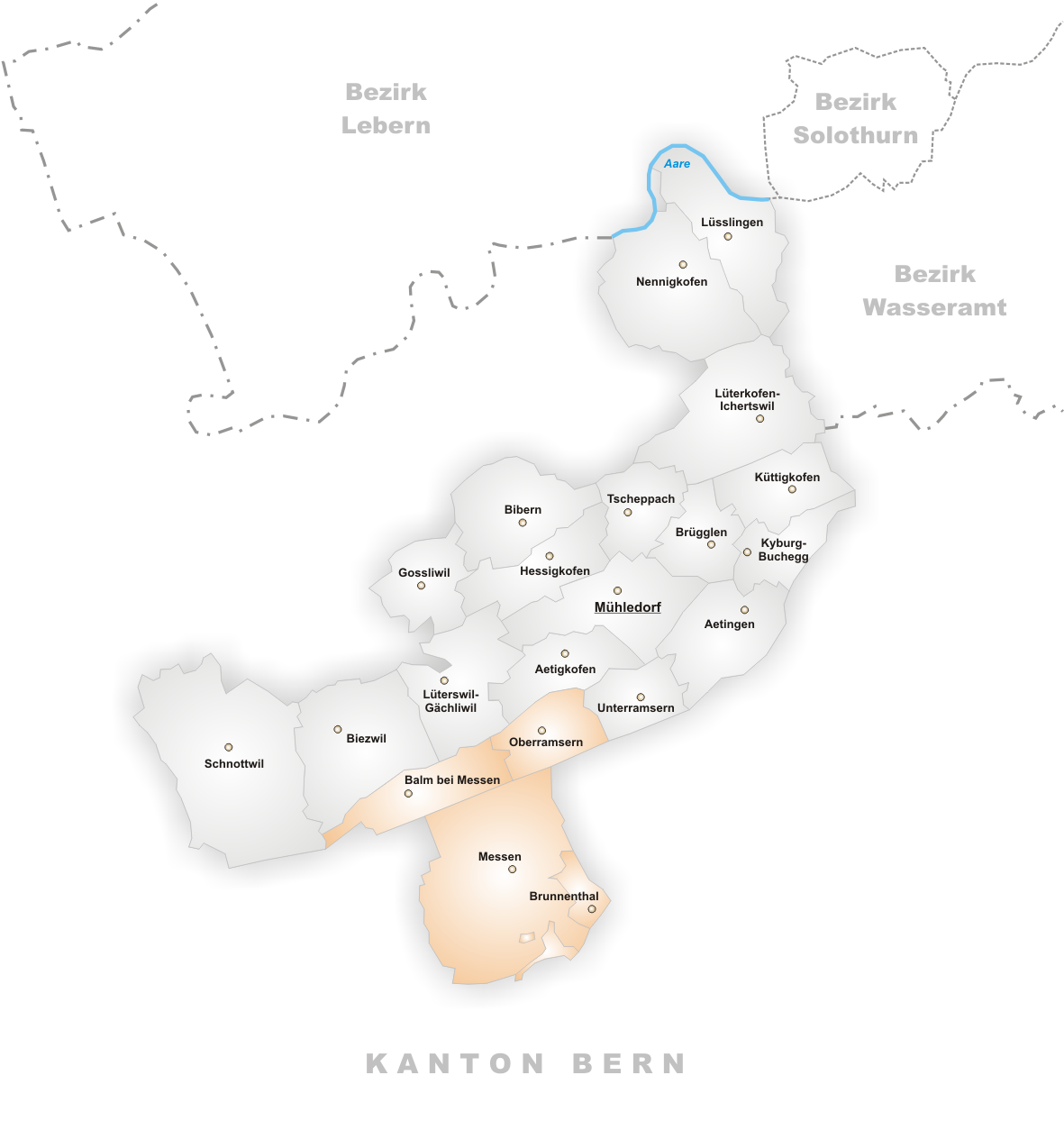
Comunas hasta 2009

### Fusiones
- 2010 Balm bei Messen, Brunnenthal, Messen y Oberramsern → Messen